# Próba terroru
Próba terroru (ang. Experiment in Terror) – amerykański thriller z 1962 roku w reżyserii Blake’a Edwardsa na podst. powieści Operacja Terror Mildred i Gordona Gordonów. 

## Fabuła
Kasjerka banku w San Francisco, Kelly Sherwood, wróciwszy późno w nocy do domu, zastaje w swoim garażu zamaskowanego mężczyznę. Nieznajomy zawiadamia ją, że planuje napad na bank, a na realizatorkę tego skoku wybrał właśnie ją. Jeżeli odmówi lub zwróci się do policji, zagrożone będzie życie jej i jej siostry, uczennicy Toby. Kelly porozumiewa się szybko z FBI. Sprawa zostaje powierzona agentowi Johnowi Ripleyowi, który nawiązuje romans z rzeźbiarką Nancy. Kiedyś była ona kochanką złodzieja Reda Lyncha, a teraz zamierza ostrzec FBI. Zanim jednak to następuje, Lynch morduje ją. Kelly nękana przez Lyncha serią pogróżek telefonicznych, udaje, że zgadza się na jego propozycję. W dniu rabunku Lynch porywa Toby, lecz FBI odnajduje jego kryjówkę i uwalnia dziewczynę. Pod ścisłą strażą policji Kelly udaje się na mecz baseball'owy, gdzie ma wręczyć Lynchowi skradzione pieniądze. Zmuszony do ujawnienia się, Lynch podejmuje desperacką próbę ucieczki, ale ginie, osaczony przez policję na pustym stadionie.

## Obsada
- Glenn Ford – John „Rip” Ripley
- Lee Remick – Kelly Sherwood
- Stefanie Powers – Toby Sherwood
- Ross Martin – Garland Humphrey „Red” Lynch
- Roy Poole – Brad
- Ned Glass – Popcorn
- Anita Loo – Lisa Soong
- Patricia Huston – Nancy Ashton
- Gilbert Green – agent specjalny
- Clifton James – kpt. Moreno
- Al Avalon – facet śledzący Kelly
- William Bryant – Chuck
- Dick Crockett – agent FBI #1
- James Lanphier – właściciel mieszkania
- Warren Hsieh – Joey Soong
- Sidney Miller – pijak
- Clarence Lung – adwokat Yung
- Frederic Downs – Welk
- Sherry O’Neil – Edna
- Mari Lynn – Penny
- Harvey Evans – Dave
- William Sharon – Raymond Burkhart
- Don Drysdale – on sam

## Wersja polska
Wersja polska: Studio Opracowań Filmów w Warszawie

Reżyseria: Zofia Dybowska-Aleksandrowicz

Dialogi polskie: Jan Moes

Dźwięk: Zdzisław Siwecki

Montaż: Anna Szatkowska

Kierownictwo produkcji: Tadeusz Simiński

Wystąpili:
- Edmund Fetting – John „Rip” Ripley
- Jolanta Zykun – Kelly Sherwood
- Małgorzata Włodarska – Toby Sherwood
- Andrzej Gawroński – Garland Humphrey „Red” Lynch
- Bohdan Ejmont – Brad
- Ludwik Pak – Popcorn
- Danuta Szaflarska – Lisa Soong
- Mirosława Dubrawska – Nancy Ashton

Źródło: